# Llengua alsea
L’alsea — ˈælsiː — alsean o yakona eren dues varietats de la mateixa parla estretament relacionades que es parlaven a la costa central d'Oregon pels alsea. De vegades es consideren idiomes diferents, però és difícil d'estar-ne segur donat el mal estat de la certificació; Mithun creu que probablement eren dialectes d'una mateixa llengua.

## Varietats
1. Alsea (alséya) (†)

1. Yaquina (yakwina, yakona) (†)

Ambdues estan extingides.

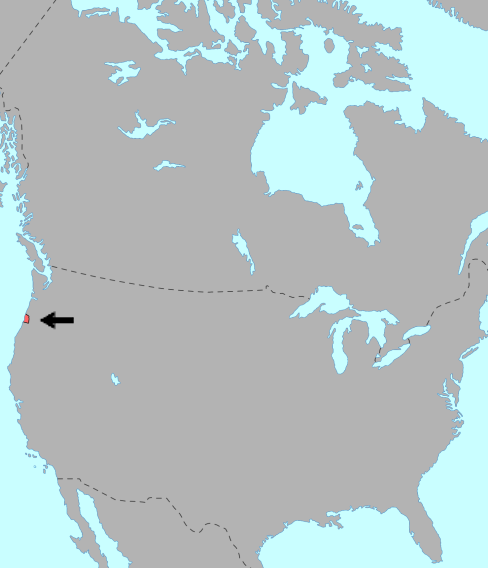
Distribució de l'alsea

El nom alsea deriva del nom que els donaven els coos, alsí o alsí·, i el nom que els donaven els kalapuyes del riu Marys, alsí·ya. Alsea fou finalment registrat en 1942 del darrer parlant, John Albert, per John Peabody Harrington.
El nom yaquina deriva del nom alsean per a la badia de Yaquina i la regió del riu Yaquina, yuqú·na. Yaquina fou registrat e 1884 per James Owen Dorsey.
Generalment es considera que l'alsea forma part del fílum penutià i que podria formar part del subgrup penutià de la costa d'Oregon juntament amb el siuslaw i les llengües coos (Grant 1997). Hi ha nombroses semblances lèxiques entre l'alsea i el wintun del nord, però són més probablement el resultat dels préstecs de fa uns 1.500 anys, quan sembla la comunitat de parlants wintun s'havia situat a Oregon (Golla 1997).

## Consonants
L'alsea té 34 consonants:
|            |              | Bilabial | Alveolar | Alveolar | Post- alveolar | Velar | Velar  | Uvular | Uvular | Glotal | Glotal |
| central    | Lateral      | Bilabial | plana    | labial   | Post- alveolar | plana | labial | plana  | labial |        |        |
| Oclusiva   | plana        | p        | t        |          |                | k     | kʷ     | q      | qʷ     |        |        |
| Oclusiva   | glotalitzada | p’       | t’       |          |                | k’    | k’ʷ    | q’     | q’ʷ    | ʔ      |        |
| Africada   | plain        |          | ts       |          |                |       |        |        |        |        |        |
| Africada   | glotalitzada |          | ts'      | tɬ’      |                |       |        |        |        |        |        |
| Nasal      | plain        | m        | n        |          |                |       |        |        |        |        |        |
| Nasal      | glotalitzada | m’       | n'       |          |                |       |        |        |        |        |        |
| Fricativa  |              |          | s        | ɬ        | ʃ              | x     | xʷ     | χ      | χʷ     | h      | (hʷ)   |
| Aproximant | plain        |          |          | l        | j              |       | w      |        |        |        |        |
| Aproximant | glotalitzada |          |          | l'       | j’             |       | w’     |        |        |        |        |

- La situació de /hʷ/ és incerta.
- /s/ es considera entre alveolar i post-alveolar.